# NK Istra 1961
NK Istra 1961 je hrvaški nogometni klub iz Pulja. Igra v 1. hrvaški ligi.

## Zgodovina
Klub je bil ustanovljen leta 1946 pod imenom »Uljanik«. V sezoni 2004/05 je klub prvič igral v najvišji ligi. Leta 2003 je Istra bila poražena v finalu hrvaškega pokala. Domače tekme igra na   Stadionu Aldro Drosina. Navijaška skupin se imenuje Demoni.

## Zgodovina imen kluba
- 1948 - NK Uljanik
- 2003 - NK Pula 1856
- 2005 - NK Pula Staro Češko
- 2006 - NK Pula
- 2007 - NK Istra 1961

## Klubski uspehi
- 2 krat zmagovalci 2. hrvaške nogometne lige (2004, 2009)
- 1 krat finalisti Hrvaškega nogometnega pokala (2003)